# العلوم والتقنية في إيطاليا

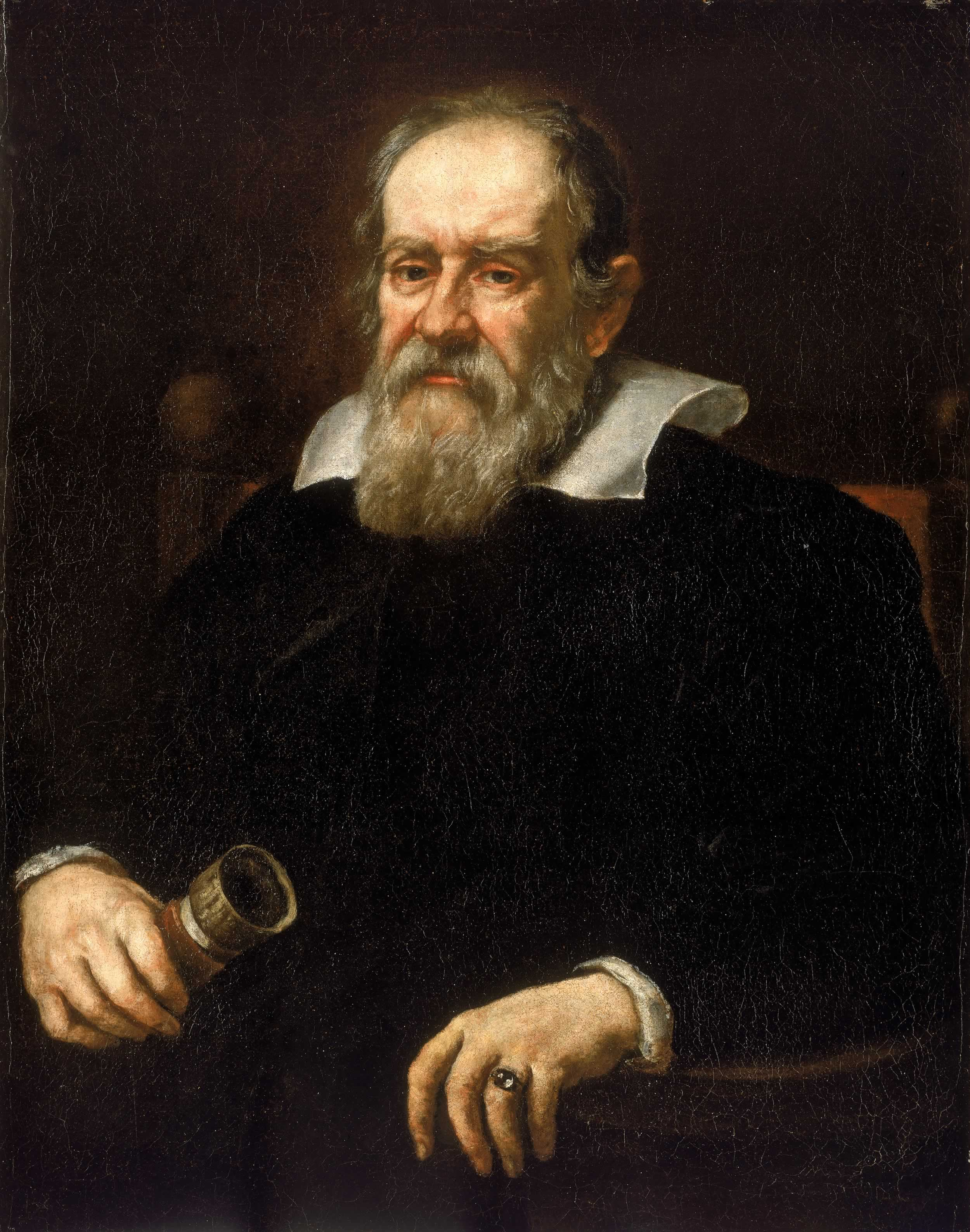

تمتلك إيطاليا تقاليد عريقة في العلم والتكنولوجيا أو التقنية العلمية والتي تعود إلى عصر النهضة والعصر الروماني.
كان العصر الذهبي الإيطالي خلال عصر النهضة. وفقاً لبعض الأبحاث العلمية الحديثة كان ليوناردو دافنشي «والد العلم الحديث» الذي قادت تجاربه وطريقته العلمية الواضحة لكسبه هذا اللقب، لكن العلم لم يحي عملياً حتى انتقال عصر النهضة إلى أوروبا الشمالية مع وجود شخصيات مثل كوبرنيكوس وفرانسيس بيكون وديكارت. إلى أن قام غاليليو في النهاية في جلب الفكر العلمي مرة أخرى إلى إيطاليا.
حلّت إيطاليا في المركز 26 في مؤشر الابتكار العالمي عام 2023، وحافظت على الترتيب نفسه في مؤشر عام 2024.

## أهم الجامعات
| تصنيف كيو إس للجامعات العالمية | تصنيف كيو إس للجامعات العالمية                                               | تصنيف كيو إس للجامعات العالمية | تصنيف كيو إس للجامعات العالمية | تصنيف كيو إس للجامعات العالمية | تصنيف كيو إس للجامعات العالمية | تصنيف كيو إس للجامعات العالمية | تصنيف كيو إس للجامعات العالمية | تصنيف كيو إس للجامعات العالمية | تصنيف كيو إس للجامعات العالمية | تصنيف كيو إس للجامعات العالمية | تصنيف كيو إس للجامعات العالمية | تصنيف كيو إس للجامعات العالمية | تصنيف كيو إس للجامعات العالمية | تصنيف كيو إس للجامعات العالمية | تصنيف كيو إس للجامعات العالمية | تصنيف كيو إس للجامعات العالمية |
| #                              | الجامعة                                                                      | 2004                           | 2005                           | 2006                           | 2007                           | 2008                           | 2009                           | 2010                           | 2011                           | 2012                           | 2013                           | 2014                           | 2015                           | 2016                           | 2018                           | 2019                           |
| ------------------------------ | ---------------------------------------------------------------------------- | ------------------------------ | ------------------------------ | ------------------------------ | ------------------------------ | ------------------------------ | ------------------------------ | ------------------------------ | ------------------------------ | ------------------------------ | ------------------------------ | ------------------------------ | ------------------------------ | ------------------------------ | ------------------------------ | ------------------------------ |
| 1                              | جامعة البوليتكنيك في ميلانو (Politecnico di Milano)                          | 200+                           | 200+                           | 311                            | 343                            | 291                            | 286                            | 295                            | 277                            | 244                            | 230                            | 229                            | 187                            | 183                            | 170                            | 156                            |
| 2                              | جامعة بولونيا (Alma Mater Studiorum – Università di Bologna)                 | 186                            | 159                            | 207                            | 173                            | 192                            | 174                            | 176                            | 183                            | 194                            | 188                            | 182                            | 204                            | 208                            | 188                            | 180                            |
| 3                              | جامعة روما سابينزا (Sapienza – Università di Roma)                           | 162                            | 125                            | 197                            | 183                            | 205                            | 205                            | 190                            | 210                            | 216                            | 196                            | 202                            | 213                            | 223                            | 215                            | 217                            |
| 4                              | جامعة البوليتكنيك في تورينو (Politecnico di Torino)                          | -                              | -                              | -                              | 500+                           | 500+                           | 400+                           | 450+                           | 450+                           | 400+                           | 370                            | 365                            | 314                            | 305                            | 307                            | 387                            |
| 5                              | جامعة بادوفا (Università degli Studi di Padova)                              | 200+                           | 200+                           | 370                            | 312                            | 296                            | 312                            | 261                            | 263                            | 298                            | 267                            | 262                            | 309                            | 338                            | 296                            | 249                            |
| 6                              | جامعة ميلانو (Università degli Studi di Milano)                              | -                              | -                              | -                              | -                              | 500+                           | 500+                           | 450+                           | 275                            | 256                            | 235                            | 238                            | 306                            | 370                            | 325                            | 325                            |
| 7                              | جامعة بيزا (Università di Pisa)                                              | 200+                           | 200+                           | 326                            | 325                            | 333                            | 322                            | 300                            | 322                            | 314                            | 259                            | 245                            | 367                            | 431-440                        | 421-430                        | 422                            |
| 9                              | جامعة فلورنسا (Università degli Studi di Firenze)                            | 200+                           | 199                            | 338                            | 329                            | 349                            | 377                            | 328                            | 360                            | 400+                           | 379                            | 352                            | 411-420                        | 451-460                        | 461-470                        | 501-510                        |
| 10                             | جامعة روما تور فيرغاتا (Università degli Studi di Roma – Tor Vergata)        | -                              | -                              | 423                            | 416                            | 400+                           | 400+                           | 400+                           | 380                            | 336                            | 320                            | 305                            | 401-410                        | 481-490                        | 461-470                        | 511-520                        |
| 11                             | جامعة نابولي فيدريكو الثاني (Università degli Studi di Napoli – Federico II) | -                              | -                              | -                              | 420                            | 398                            | 400+                           | 400+                           | 400+                           | 450+                           | 397                            | 345                            | 441-450                        | 481-490                        | 481-490                        | 472                            |